# Pordic
Pordic är en kommun i departementet Côtes-d'Armor i regionen Bretagne i nordvästra Frankrike. Kommunen ligger i kantonen Plérin som tillhör arrondissementet Saint-Brieuc. År 2018 hade Pordic 6 359 invånare.

## Befolkningsutveckling
Antalet invånare i kommunen Pordic
Referens:INSEE